# Медаль «За кампанию во Вьетнаме» (Южный Вьетнам)
Медаль «За кампанию во Вьетнаме» — военная награда Республики Южный Вьетнам, вручалась военнослужащим вооружённых сил союзных стран. Учреждена в 1966 году. Наиболее часто вручаемая награда для военных Вооружённых Сил США до войны в Персидском заливе.
Также вручалась любому военнослужащему, действовавшему за пределами страны, который обеспечивал прямую боевую поддержку вооружённым силам Республики Южный Вьетнам за период в шесть месяцев. Это положение чаще всего применимо для тех, кто обеспечивал поддержку из Таиланда или Японии. В этом случае американский военный должен быть награждён медалью «За службу во Вьетнаме» или медалью экспедиционных сил, чтобы иметь право получить медаль вьетнамской кампании.
Военнослужащие, получившие ранения от рук врага, захваченные врагом в плен в ходе выполнения долга службы или убитые в бою получают медаль автоматически, независимо от учёта времени службы проведённого во Вьетнаме.
Медаль «За кампанию во Вьетнаме» также выпускается со значком «Пряжка 1960». На пряжке указан год 1960, тире и пробел. Согласно заявлению правительства Южного Вьетнама 1960 год указывает начало войны, а пробел должен был указывать конец войны, то есть победу Южного Вьетнама над Северным. Однако Южный Вьетнам пал, его правительство удалилось в изгнание, и этот пробел так никогда и не был заполнен. 
В дополнение к пряжке 1960 меморандум № 2655 южновьетнамских вооружённых сил утвердил второй значок за службу в период с 8 марта 1949 по 20 июля 1954 (на этот раз были указаны обе даты). Даты связаны с французским колониальным периодом. Американские военнослужащие не могли его носить и вообще маловероятно, что многие могли заслужить право ношения этой пряжки. 
 Другими столь же часто вручаемым наградами являлись «Vietnam Civil Actions Medal» и вьетнамский крест «За Храбрость», обе эти награды часто вручались как вьетнамским, так и иностранным военнослужащим. Американское, австралийское и новозеландское правительство рассматривает медаль вьетнамской кампании как иностранную награду. У них есть собственные медали за кампанию во Вьетнаме, в США медаль «За службу во Вьетнаме», в Австралии и Новой Зеландии объединённая вьетнамская медаль.

## Гиперссылки
- Military Orders, Decorations, and Medals of the Republic of Vietnam